# Pentera (przedsiębiorstwo)
Pentera – przedsiębiorstwo zajmujące się oprogramowaniem z zakresu cyberbezpieczeństwa, specjalizujące się w zautomatyzowanych rozwiązaniach z zakresu walidacji bezpieczeństwa. Założona w 2015 roku jako Pcysys, zmieniło nazwę w 2021 roku na Pentera. Spółką kierują Amitai Ratzon (CEO) i dr Arik Liberzon (założyciel i CTO). Pentera posiada oddziały w USA, Niemczech, Wielkiej Brytanii, Izraelu, Dubaju i Singapurze.

## Produkty
Pentera tworzy oprogramowanie do weryfikacji stanu bezpieczeństwa organizacji. Platforma Pentera pomaga w identyfikacji i priorytetyzacji błędów w zabezpieczeniach w celu zwiększenia poziomu bezpieczeństwa danej organizacji i jej odporności na cyberataki.
Oprogramowanie Pentera opiera się na algorytmach do przeprowadzania testów w obrębie kompletnego środowiska IT, w tym wewnętrznych i zewnętrznych obszarów ataków sieciowych, zarówno lokalnych, jak i opartych na chmurze.Platforma została zaprojektowana do zautomatyzowanej emulacji etycznych technik ataków, takich jak zdalne uruchamianie kodu, łamanie haseł i wyciek danych. Platforma nie wymaga instalacji agentów oprogramowania na punktach końcowych sieci, dzięki czemu jest kompatybilna z większością systemów korporacyjnych i dostawców usług bezpieczeństwa.
W skład platformy Pentera wchodzą produkty i moduły dodatkowe:
- Pentera Core Product – mapuje, testuje i weryfikuje cyberzabezpieczenia wewnątrz organizacji[9][10].
- Pentera Surface Product – mapuje, testuje i weryfikuje cyberzabezpieczenia dla elementów infrastruktury dostępnych z sieci Internet[3].

- Narzędzie Pentera Cloud – monitoruje, testuje i weryfikuje mechanizmy kontroli bezpieczeństwa w środowiskach chmurowych należących do organizacji[11].

- Pentera RansomwareReady Module – weryfikuje odporność organizacji przed najnowszymi znanymi atakami typu ransomware[12][13].
- Pentera Credentials Exposure Module – wykorzystuje dane z rzeczywistych źródeł wycieku danych uwierzytelniających, aby wykryć zagrożenia związane z nieprawidłowym używaniem haseł przez użytkowników[14]

## Badania
Pentera Labs to dział badawczy firmy, który aktywnie monitoruje zachowanie atakujących, rozpoznaje ich działania oraz sprawdza jakie nieznane dotąd sposoby postępowania mogą być w przyszłości stosowane w atakach na systemy informatyczne. Wyniki pracy tego zespołu są ogólnodostępne.
Wyniki pracy zespołu służą ciągłemu zwiększaniu możliwości narzędzi oferowanych dla klientów. Laboratoria Pentera ujawniły również nowo odkryte luki typu „zero day” i wniosły wkład w taktyki i procedury przeciwników (TTP) do macierzy MITRE ATT&CK.
Przykładowe odkrycia Pentera Labs:
- Luki typu zero-day – w marcu 2022 r. zespół Pentera Labs odkrył dwie luki typu zero-day, CVE-2022-22948 i CVE-2021-22015. Ujawniły one słabości w środowiskach zarządzanych przez VMware vCenter w ponad 500 000 organizacji na całym świecie. Luki zostały zgłoszone do VMware przez starszego specjalistę ds. bezpieczeństwa, Yuvala Lazara, co zaowocowało wprowadzeniem poprawki przez VMware[17].
- „135 to nowy 445” – We wrześniu 2022 r. zespół Pentera Labs opracował implementację narzędzia Sysinternals PsExec, które umożliwia poruszanie się w sieci przy użyciu mniej monitorowanego portu, Windows TCP port 135[18].
- „Kto ukradł moje ciasteczka? Podatność XSS w Microsoft Azure Functions” – W styczniu 2023 r. zespół Pentera Labs znalazł lukę w zabezpieczeniach XSS w Microsoft Azure Functions, która została załatana przez Microsoft po ich zgłoszeniu[19].

## Finansowanie
Na marzec 2025 r. Pentera pozyskała łącznie 250 milionów dolarów w ramach kilku rund finansowania:
- Kapitał początkowy: od momentu założenia do 2018 r. firma zebrała łączną kwotę 5 mln USD[20][21].
- Seria A: w listopadzie 2019 r. firma pozyskała 10 milionów dolarów od AWZ Ventures i Blackstone Group[20].
- Seria B: we wrześniu 2020 r. pozyskano 25 mln USD[22] od Insight Partners, AWZ Ventures i Blackstone Group[21][23][24].
- Seria C: w styczniu 2022 r. Pentera stała się „jednorożcem”, pozyskując 150 mln USD, z czego 75 mln USD w ramach finansowania pierwotnego, pozyskanego od K1 Investment Management, Evolution Equity Partners i Insight Partners. Dzięki pozyskanemu finansowaniu wartość Pentery wzrosła do 1 miliarda dolarów[25][26].
- Seria D (marzec 2025): pozyskano 60 milionów dolarów, przy udziale Evolution Equity Partners oraz Farallon Capital Management.[27][28]

Od rundy Serii C Pentera odnotowała znaczący wzrost, zwiększając roczne przychody powtarzalne (ARR) o ponad 300% i rozszerzając bazę klientów o 200%. Pozyskane fundusze wspierają badania i rozwój, integrację sztucznej inteligencji w walidacji bezpieczeństwa oraz ekspansję na rynek amerykański.